# Isophya sikorai
Isophya sikorai är en insektsart som beskrevs av Willy Adolf Theodor Ramme 1951. Isophya sikorai ingår i släktet Isophya och familjen vårtbitare. Inga underarter finns listade i Catalogue of Life.